# عبد الله ناصر (لاعب كرة قدم مواليد 1998)
عبد الله ناصر المازمي (مواليد 20 أغسطس 1998، لاعب كرة قدم إماراتي يجيد اللعب كظهير أيسر.

## مسيرة اللاعب
لعب في نادي الشارقة ونادي الفجيرة ونادي النصر ونادي العروبة ونادي الحمرية.

## روابط خارجية
عبد الله ناصر المازمي على موقع Soccerway.com (الإنجليزية)